# Steve Gibbons

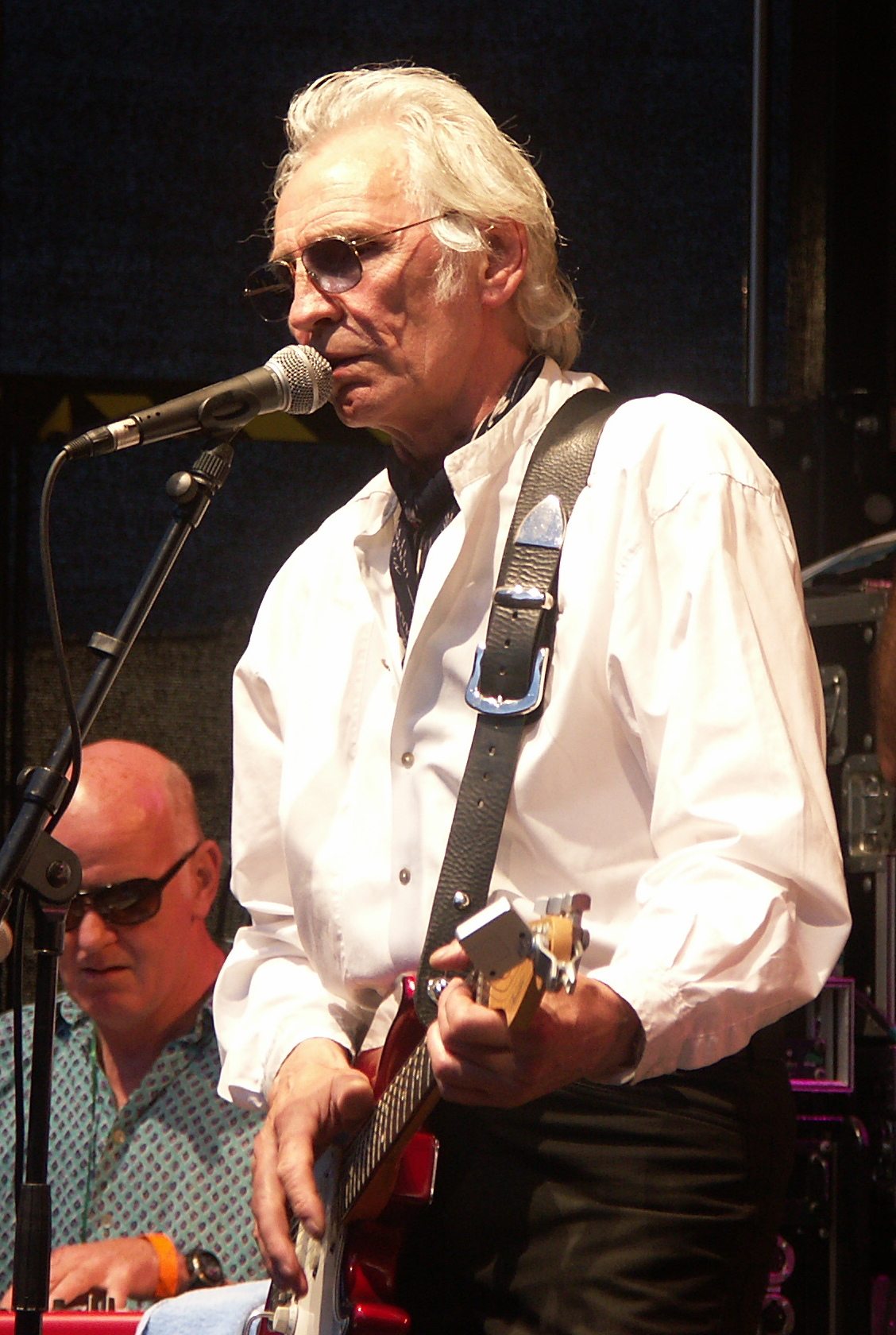
Steve Gibbons 2009 beim Musikfestival Bardentreffen in Nürnberg

Steve Gibbons (* 13. Juli 1941, Harborne, Birmingham, England) ist ein englischer Rockgitarrist und -sänger, Songwriter und Bandleader. Er trat mit zahlreichen Größen der Branchen auf und wird von den Kritikern hochgelobt. Dennoch blieben ihm größere Erfolge versagt. 1982 war er der erste westliche Rockmusiker, der in der DDR auftreten durfte. Außerdem trat er 1979 auf dem Nürnberger Openair auf dem Zeppelinfeld im Vorprogramm von The Who auf.

## Leben

### The Dominettes, The Uglys, The Idle Race
Steve Gibbons absolvierte eine Klempnerlehre in Harborne. Ab 1960 war er als Gitarrist und Sänger Mitglied der The Dominettes, einer lokal bekannten Gruppe, die Rhythm-and-Blues-Standards spielte. 1963 benannte sich The Dominettes in The Uglys um. 1965 veröffentlichten sie bei Pye die Single Wake Up My Mind eine Eigenkomposition von Gibbons und seinen Bandkollegen Burnet und Holden. Weitere Singles folgten in der Zeit von 1965 bis 1967, darunter der Song It’s Allright mit dem die Gruppe auch in der Fernsehsendung Ready Steady Go! auftrat, und End Of The Season, die Cover-Version eines Liedes von Ray Davies von den Kinks. Keine dieser Singles konnte sich in den UK-Charts platzieren.
Die Besetzung von The Uglys wechselte häufig. Einige Mitglieder, die die Gruppe verließen, spielten später bei wesentlich bekannteren Bands (Dave Pegg bei Fairport Convention, Jimmy O’Neil bei den The Mindbenders und Richard Tandy bei Electric Light Orchestra).
1968 formierte Gibbons eine neue Gruppe namens Balls, zu der Trevor Burton (Gitarre), der Sänger und Gitarrist Denny Laine (früher Moody Blues, später Wings) und der frühere Schlagzeuger der Uglys Keith Smart gehörte. 1971 verließ Gibbons, der inzwischen ein erstes Solo-Album aufgenommen hatte, die Band und schloss sich der Band The Idle Race an, aus der bald die Steve Gibbons Band wurde.

### Steve Gibbons Band

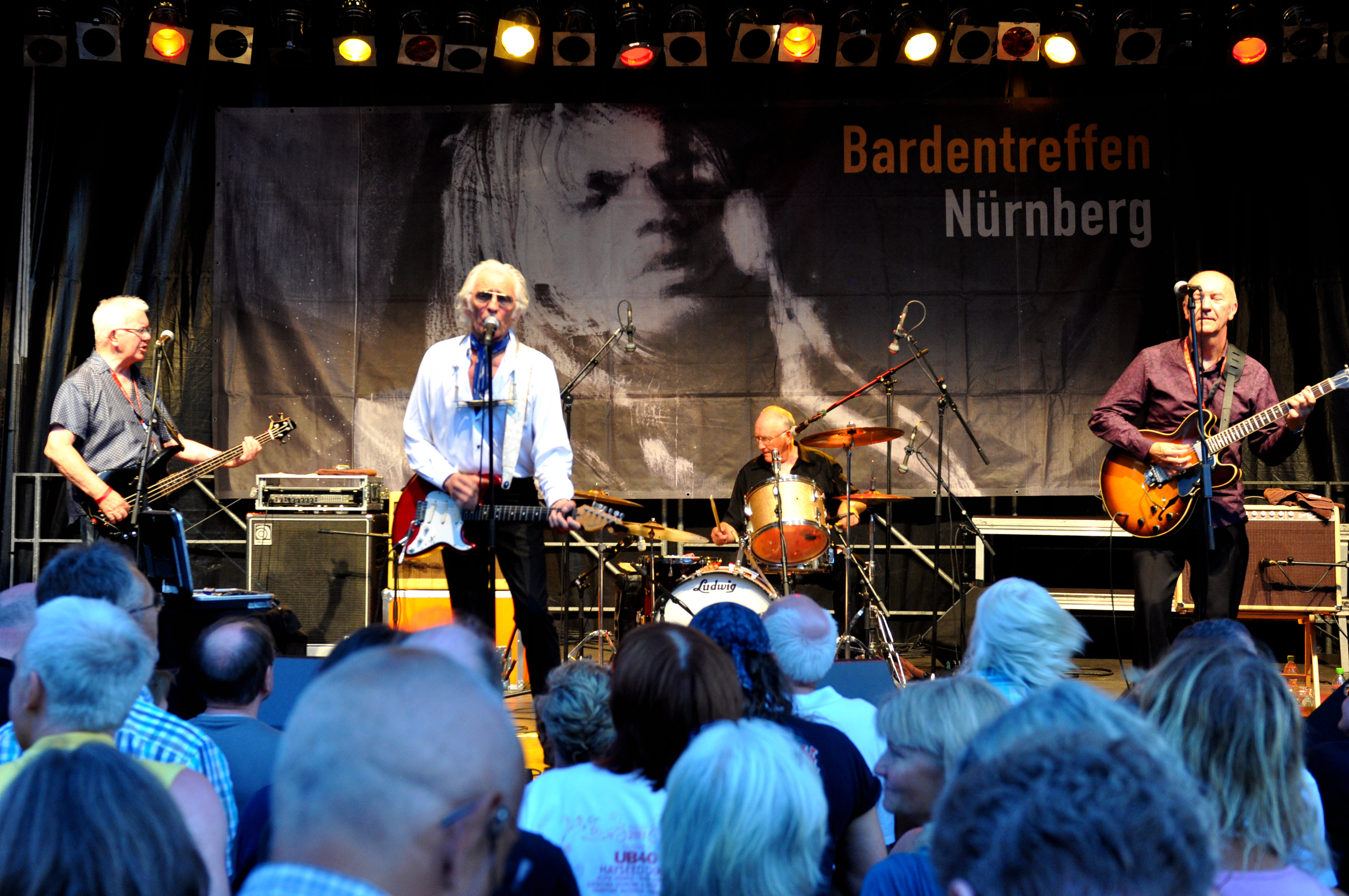
Gibbons mit Band (2015)

1975 übernahm Peter Meaden, der damalige Manager von The Who das Management der Steve Gibbons Band. Infolgedessen veröffentlichte die Band im selben Jahr mit Any Road Up ein erstes Album für Polydor und ging 1976 als Vorgruppe mit The Who auf Tournee in Großbritannien, Europa und den USA. Hierbei traten sie bei verschiedenen Gelegenheiten zusammen mit Little Feat, Lynyrd Skynyrd, Electric Light Orchestra, The J. Geils Band und Nils Lofgren auf. Das Nachfolgealbum Rollin’ On enthielt mit der klassischen Rock ’n’ Roll Nummer Tulane auch die meistverkaufte Single der Gruppe.
Nach drei weiteren Alben für Polydor und weiteren Umbesetzungen veröffentlichte die Band 1981 das Album Saints & Sinners bei RCA. Im Anschluss daran tourte die Band als erste westliche Rockband durch die DDR. Ein weiterer Höhepunkt ihrer Karriere war 1986 der Auftritt beim Birmingham Heart Beat Charity Concert, bei dem auch George Harrison spielte.
Das heutige Line-Up der Steve Gibbons Band besteht aus Steve Gibbons (Gesang, Gitarre, Harfe), Phil Bond (Piano, Akkordeon), Brendan Day (Schlagzeug), John Caswell (Bass) und Howard Gregory (Gitarre, Violine).

### The Dylan Project
Außer mit seiner eigenen Band trat Gibbons auch von Zeit zu Zeit mit der Ende der 1990er Jahre gegründeten Band The Dylan Project, die sich Ende 2019 auflöste, auf. Die Gruppe, zu der u. a. auch Dave Pegg (Ex-Jethro Tull) gehörte, spielte vornehmlich Coverversionen von Bob Dylan.

## Musik

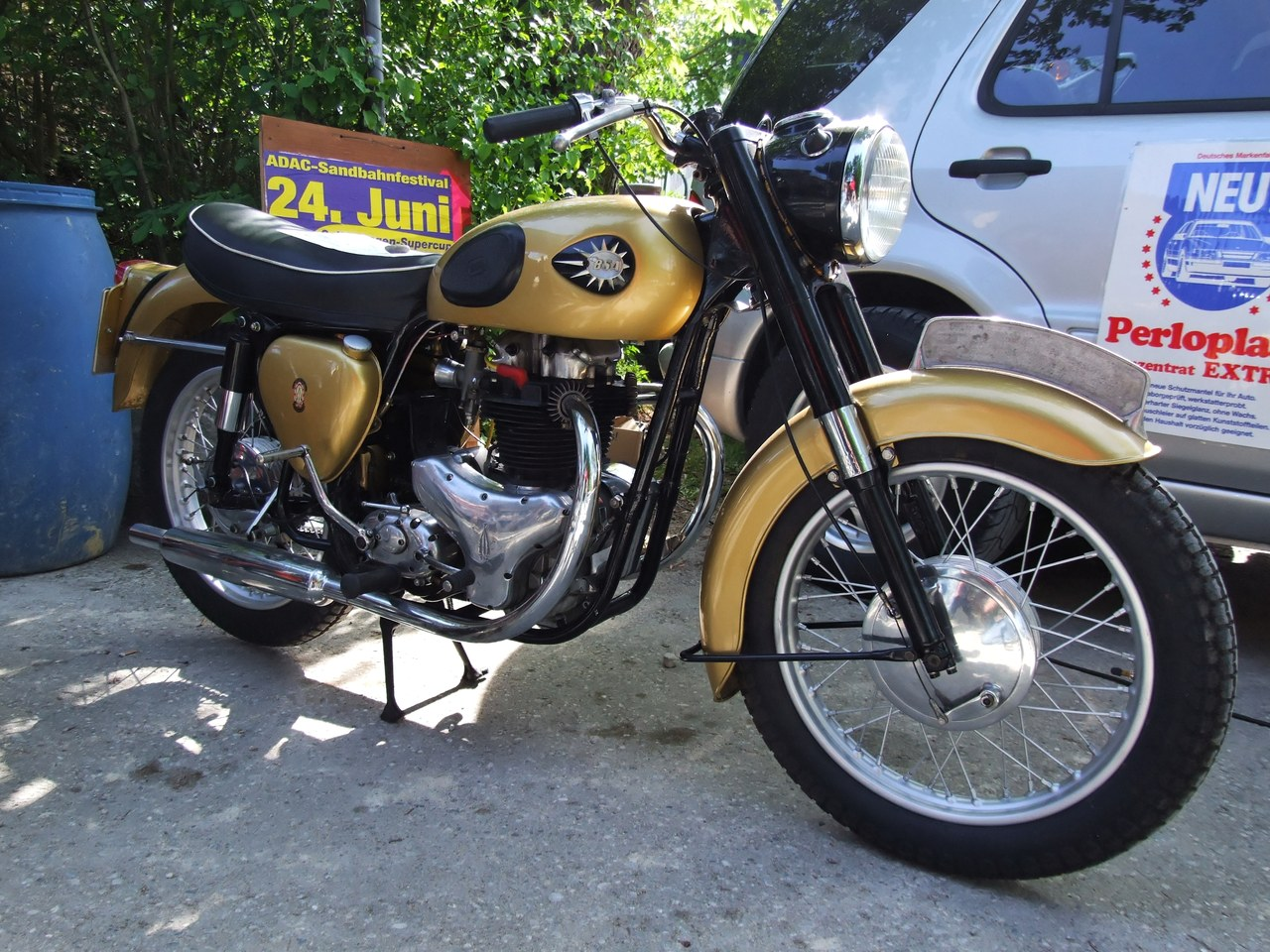
BSA Golden Flash (Ende der 1950er)

Während Gibbons mit seinen Anfangsformationen, dem damaligen Zeitgeist entsprechend, auch psychedelischen Pop in einem ähnlichen Stil wie manche frühen Stücke von Status Quo (z. B. Pictures of Matchstick Men) spielte, wechselte er später zu klassischem Rock ’n’ Roll, der insbesondere den Einfluss von Chuck Berry nicht verleugnen kann, und gefühlvollen Balladen. In den letzten Jahren verbreitert er bei seinen Liveauftritten seine musikalische Ausgangsbasis zunehmend. Neben Elementen des Blues und Rock ’n’ Roll finden sich in seinen Interpretationen nun auch Elemente aus Country, Rockabilly, Rhythm 'n' Blues, Bebop oder Tex-Mex. Hierbau baute in seine eigenen Songs häufig Zitate aus der Rockgeschichte, von den Beatles über Jimy Hendrix bis hin zum Punk, ein. Ein besonderes Markenzeichen sind seine mit britischem Humor vorgetragenen Einleitungen und Erzählpartien während der Songs. Stimmlich kommt Gibbons Bob Dylan sehr nahe. Auch wurde er als „der englische Bob Seger“ bezeichnet.
Viele seiner Lieder erzählen (insoweit den Kinks nicht unähnlich) Geschichten aus dem Leben der britischen Working Class in den Jahren nach dem Zweiten Weltkrieg. Häufige Themen sind darüber hinaus Motorräder (Triumph Bonneville, Harley-Davidson, Don’t trade me in (for a new model), und insbesondere der Hit „B.S.A.“ über das Motorrad aus seiner Heimatstadt) sowie die Musik und das Leben als Musiker (He gave his live for Rock ’n’ Roll, British Rock ’n’ Roll, Let there be Bebop).
Stefan Radlmaier, der Feuilleton-Chef der Nürnberger Nachrichten, charakterisierte den künstlerischen Stellenwert von Gibbons wie folgt: „Die Welt ist ungerecht. Wenn’s anders wäre, hätte ein Mann wie Steve Gibbons längst einen Ehrenplatz in der Ruhmeshalle des Rock ’n’ Roll und würde in Riesenarenen auftreten“.

## Steve Gibbons und Deutschland
Die Karriere von Steve Gibbons weist zahlreiche Bezüge zu Deutschland auf, etwa im Lied „British rock'n'roll“, das Konzerte auf US-Armee-Stützpunkten in Deutschland beschreibt („Fräuleins here we come“). In den 1960ern trat er häufig in Armeeclubs auf dem Gebiet der ehemaligen britischen Besatzungszone (insbesondere in Münster) auf. 1979 hatte er auf dem Nürnberger Zeppelinfeld im Vorprogramm von The Who vor mehr als 40.000 Zuhörern seinen wohl größten Auftritt. Zwei Jahre später trat er im Rockpalast des WDR auf und tourte 1982 und 1983, lange vor den Auftritten von Bob Dylan und Bruce Springsteen dort, als erster westlicher Rockmusiker durch die DDR. (Gibbons bezeichnete diese Tourneen später als „Revelation on both sides“.) 2009 schließlich nahm er seine (nach dem Rockpalast-Konzert) zweite Live-DVD ebenfalls in Deutschland auf, bei einem Club-Konzert in der Fürther Kofferfabrik.

## Diskografie (nur Steve Gibbons Band, in Auszügen)

### Studioalben
- 1971: Short Stories
- 1976: Any Road Up
- 1977: Rollin' On
- 1978: Down in the Bunker
- 1981: Street Parade
- 1981: Saints and Sinners
- 1988: Maintaining Radio Silence
- 1993: Birmingham to Memphis
- 1996: Stained Glass

### Livealben
- 1977: Caught in the Act
- 1986: On the Loose
- 1990: Ridin' Out the Dark
- 2011: Steve Gibbons-Live at Rockpalast (aufgenommen 1981)